# Wielka Nieszawka (gmina)
Wielka Nieszawka est une gmina rurale du powiat de Toruń, Couïavie-Poméranie, dans le centre-nord de la Pologne. Son siège est le village de Wielka Nieszawka, qui se situe environ 9 km au sud-ouest de Toruń.
La gmina couvre une superficie de 216,28 km2 pour une population de 3 929 habitants.

## Géographie
La gmina inclut les villages de Brzeczka, Brzoza, Chorągiewka, Cierpice, Cierpiszewo, Dybowo, Kąkol, Maciejewo, Mała Nieszawka, Małe Jarki, Pieczenia, Popioły et Wielka Nieszawka.
La gmina borde la ville de Toruń et les gminy de Aleksandrów Kujawski, Gniewkowo, Lubicz, Obrowo, Rojewo, Solec Kujawski et Zławieś Wielka.